# Сага о Тёмном Фениксе
Сага о Тёмном Фениксе (англ. The Dark Phoenix Saga) — сюжетная акра комиксов о Людях Икс издательства Marvel Comics, созданная сценаристом Крисом Клэрмонтом и художником Джоном Бирном. Она впервые появилась в #129 выпуске. Она сосредоточена на супергероине Джин Грей и космической сущности Силе Феникса. Сюжетная арка ссылается на сюжет в #129–138 выпусках серии Uncanny X-Men о разврате Джин Грей Силой Феникса и Клубе адского пламени, разрушениях, которые она вызывает, и, в конечном итоге, её смерти. Иногда рассказывает о предположении Джин Грей о Силе Феникса и ремонте кристалла Мкраан в выпусках #101-108.
«Сага о Тёмном Фениксе» — одна из самых известных и часто упоминаемых арок в основных американских супергеройских комиксах, и широко считается критиками классической сюжетной аркой. Многие из её персонажей, такие как Китти Прайд, Ослепительная и Эмма Фрост, позже стали одними из самых популярных персонажей комиксов всех времён.

## Сюжет
Возвращаясь из миссии в космосе, Джин Грей подвергается воздействию смертельного излучения солнечной вспышки и ненадолго достигает своего максимального потенциала в качестве телепата и телекинета. Джин становится существом чистой мысли, а затем восстанавливается по возвращении на Землю с новым костюмом, идентичностью и силой «Феникса». С этой невероятной силой Джин восстанавливает сломанный Кристалл М’Краан, но после этого добровольно сдерживает свои силы, чтобы держать их под контролем.
Ее огромный потенциал делает её мишенью для Вдохновителя, который пытается проявить себя, чтобы присоединиться к престижному Клубу адского пламени. Под личностью Джейсона Уингарда он начинает соблазнять Джин. С помощью устройства Mind-tap, созданного Белой королевой Клуба, Эммой Фрост, Вдохновитель проецирует свои иллюзии прямо в разум Феникса. Эти иллюзии заставляют её поверить, что она переживает воспоминания предка, Леди Грей, которая в иллюзиях Вдохновителя была чёрной королевой Клуба адского пламени и любовницей одного из предков Уингарда. Феникс в конце концов принимает Чёрную королеву как свою настоящую личность, декадентскую роль, которая позволяет ей наслаждаться крайностями человеческих эмоций и начинает разрушать барьеры, которые она установила.
Она помогает Клубу адского пламени захватить Людей Икс, и возлюбленный Джин Циклоп сталкивается с Вдохновителем в экстрасенсорной дуэли. Когда Вдохновитель убивает экстрасенсорный образ Циклопа, это разрушает его власть над психикой Джин и разрушает последние барьеры для её силы. Опыт этой силы в её полноте переполняет Джин, и она переименовывает себя «Тёмного Феникса». Прийдя в ярость от Вдохновителя, она использует телепатическую иллюзию, чтобы заставить его испытать божественность, сводя его с ума. Чтобы разорвать свои связи со своей менее могущественной личностью в роли Джин Грей, она наносит удар по Людям Икс и отправляется в далёкую галактику. Однако её сила оказывается гораздо более ограниченной, чем она думала; межгалактическое путешествие оставляет ее почти полностью истощенной. Чтобы подзарядиться, она пожирает энергию близлежащей звезды Д’Бари, вызывая сверхновую, которая убивает всё население единственной цивилизованной планеты, вращающейся вокруг звезды. Её атакует судно Ши’ар, чтобы помешать ей уничтожить другие звёзды. Тёмный Феникс легко уничтожает судно, но они предупреждают императрицу Ши’Ар Лиландру. Собран совет межгалактических соратников, включая империи Крии и Скруллов, и они приходят к выводу, что Тёмный Феникс является ещё более серьёзной угрозой, чем поглощающий планету Галактус, и она должна быть уничтожена.
На Земле Людей Икс встречает член Мстителей (и бывший Человек Икс) Зверь. Тёмный Феникс возвращается на Землю, в дом своей семьи, и оказывается в конфликте между своими обычными чувствами к своим близким и её новыми разрушительными импульсами. Люди Икс нападают на неё, но она снова побеждает их. Прибывает её наставник, Чарльз Ксавьер, и через порочный экстрасенсорный поединок он создаёт новый набор экстрасенсорных «разрушителей», которые свели её только к её первоначальным способностям. Это позволяет нормальной личности Джина восстановить контроль.
Ши’ар похищает Людей Икс, рассказывает им о случайном геноциде Тёмного Феникса и заявляет, что она должна быть убита. Ксавьер бросает вызов Лиландре на Арин’н Хэлар. Это поединок чести Ши’ар, от которого нельзя отказаться. После совета с Крии и Скруллами Лиландра соглашается на требование Ксавьера.
На следующий день Люди Икс и Имперская гвардия Ши’ар телепортируются в Голубую зону Луны, чтобы сражаться, а победители решают судьбу Феникса. Имперская гвардия побеждает большую часть Людей Икс, оставив Циклопа и Феникса в покое, чтобы сделать финальную позицию. Когда Циклоп, казалось бы, погибает, паника Джин переодолевает психические ограничения Ксавьера и возвращает её к Тёмному Фениксу. Лиландра инициирует План Омега, который будет заключаться в уничтожении всей Солнечной системы в надежде устранить Тёмного Феникса. Ксавьер приказывает Людям Икс подчинить Джин, чтобы опередить чрезвычайную меру Лиландры. Они сражаются с ней, и она приходит в себя. Бегая внутри одной из руин Голубой зоны, Джин, пытаясь сохранить контроль, активирует древнее оружие Крии, которое распадает её после эмоционального прощания с Циклопом. Он приходит к выводу, что Джин планировала свою жертву с того момента, как они приземлились на Луну.
История заканчивается тем, что Наблюдатель Уату комментирует, что «Джин Грей могла бы дожить, чтобы стать богом. Но для неё было важнее, чтобы она умерла… человеком».

## Вне комиксов
Данное событие было показано в фильмах «Люди Икс: Последняя Битва», «Люди Икс: Тёмный Феникс».
Событие было показано в третьем сезоне мультсериала «Люди Икс», в период с 14 по 17 серию.